# Administrativní dělení Mosambiku

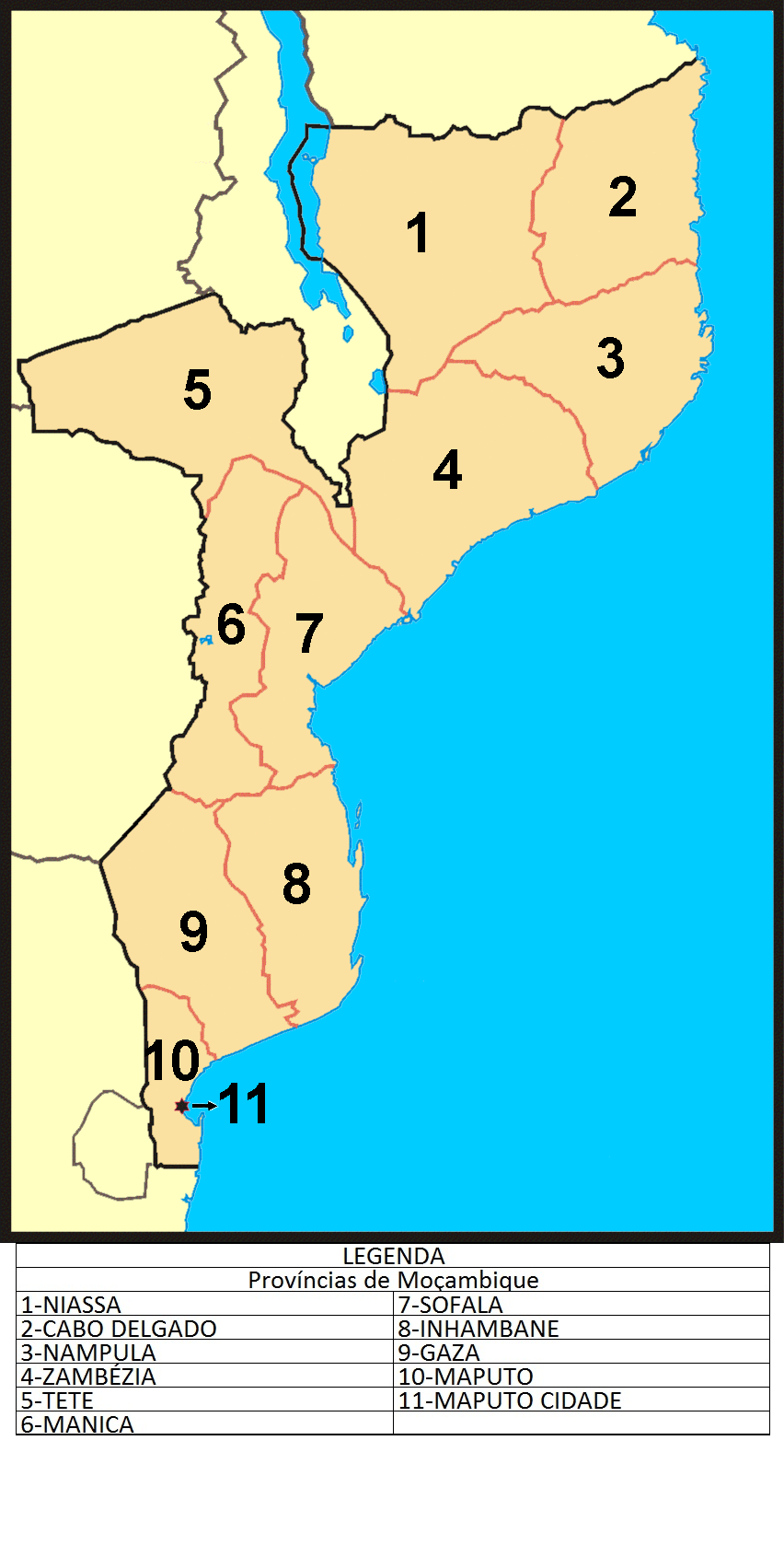
Provincie v Mosambiku

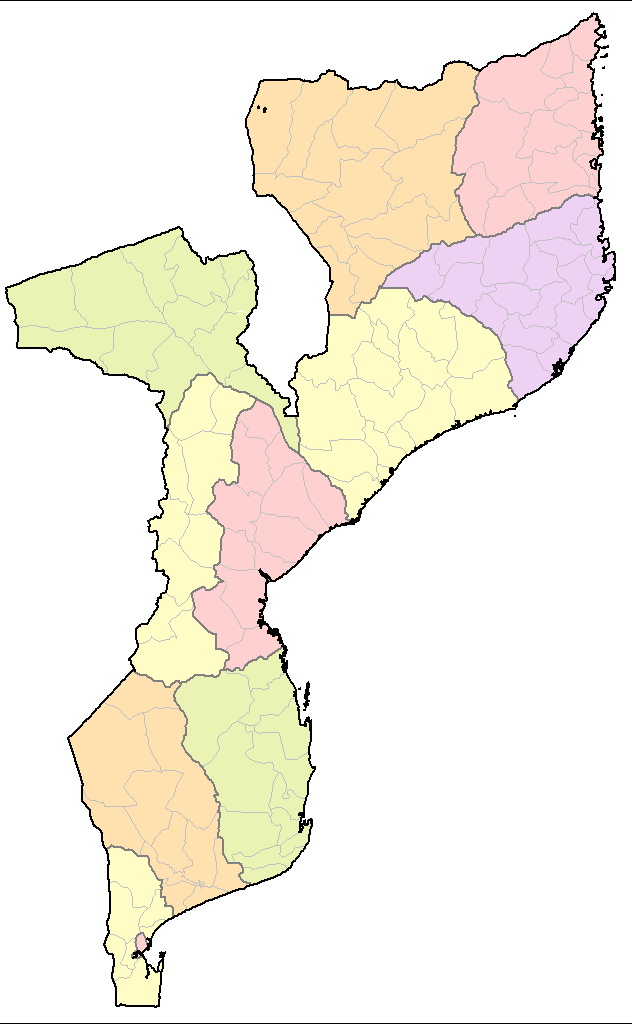
Rozdělení provincií na distrikty

Mosambik je rozdělen do 10 provincií (províncias) a do města Maputo (cidade) s provinčním statusem:
| Číslo na mapě | Provincie    | Hlavní město | Rozloha (km2) | Počet obyvatel (2007, sčítání) | Počet obyvatel (2015, odhad) |
| ------------- | ------------ | ------------ | ------------- | ------------------------------ | ---------------------------- |
| 1             | Niassa       | Lichinga     | 122,827       | 1,170,783                      | 1,656,906                    |
| 2             | Cabo Delgado | Pemba        | 78,778        | 1,606,568                      | 1,893,156                    |
| 3             | Nampula      | Nampula      | 79,010        | 3,985,613                      | 5,008,793                    |
| 4             | Zambézia     | Quelimane    | 103,478       | 3,849,455                      | 4,802,365                    |
| 5             | Tete         | Tete         | 98,417        | 1,783,967                      | 2,517,444                    |
| 6             | Manica       | Chimoio      | 62,272        | 1,412,248                      | 1,933522                     |
| 7             | Sofala       | Beira        | 67,753        | 1,642,920                      | 2,048,676                    |
| 8             | Inhambane    | Inhambane    | 68,775        | 1,271,818                      | 1,499,479                    |
| 9             | Gaza         | Xai-Xai      | 75,334        | 1,228,514                      | 1,416,810                    |
| 10            | Maputo City  | Maputo       | 347           | 1,094,628                      | 1,241,702                    |
| 11            | Maputo       | Matola       | 22,693        | 1,205,709                      | 1,709,058                    |

Provincie se dále dělí na 141 distriktů (okresů) a pět městských distriktů hlavního města Maputa.